# ابدي كاسم
ابدي كاسم (بالإنجليزية: Abdi Kassim)‏ (19 أكتوبر 1984 بزنجبار في تنزانيا - ) هو لاعب كرة قدم تنزاني في مركز الوسط. شارك مع منتخب تنزانيا لكرة القدم ومنتخب زنجبار لكرة القدم. أما مع النوادي، فقد لعب مع عزام يونايتد وكي إم كي إم ونادي يانغ أفريكانز وMtibwa Sugar F.C. ‏ وLong An FC ‏ وUiTM United ‏.

## وصلات خارجية
- ابدي كاسم على موقع الاتحاد الدولي (مؤرشف)  (الإنجليزية)
- ابدي كاسم على موقع قاعدة بيانات كرة القدم.إي يو (الإنجليزية)
- ابدي كاسم على موقع ناشيونال فوتبول تيمز (الإنجليزية)
- ابدي كاسم على موقع Soccerway.com (الإنجليزية)